# 迷你變色龍
迷你變色龍（Brookesia micra）是一種變色龍屬的變色龍。截至2012年2月14日，它是已發現的變色龍中最小的一種。迷你變色龍小到可以立於火柴的尖部，成年的個體最長長達1英吋（2.6 公分）。

## 分類
迷你變色龍由巴伐利亞邦動物學博物館（Zoologische Staatssammlung München）的 Frank Glaw 發現并命名。Glaw 在過去的八年內曾數次到馬達加斯加的叢林考察。他在2007年發現此種生物的個體並將之稱為 Brookesia sp. "Nosy Hara"。

## 外觀
雄性迷你變色龍的吻肛長（snout-vent length）最高達 16 mm，而無論性別，其總長皆低於 30 mm。這使它成為世上羊膜脊椎動物中最小的物種之一。相較於 Brookesia minima，迷你變色龍的頭部略大，尾部較短。成年的迷你變色龍的尾部是橘色的，與於其他種類不明顯的褐色尾部不同。因為島嶼侏儒化的緣故，其大小可能與棲息地相關。

## 分佈與棲息地
科學家於 2003 年到 2007 年間在馬達加斯加北部發現迷你變色龍和另外三個物種。其中，迷你變色龍是在馬達加斯加外海的小島上被發現。它們白天大多待在樹葉堆中，晚上則爬到離地 4 英吋的樹枝上休息。迷你變色龍所在的區域受到非法砍伐的破壞，研究員 Jorn Köhler 認為，這使它們「容易受到棲地破壞的影響」。